# Антониу Лобу Антунеш
Антониу Лобу Антунеш (на португалски: António Lobo Antunes, правилен правопис Антониу Лобу Антунеш) е португалски писател, романист.

## Биография
Антунеш е роден на 1 септември 1942 г. в Лисабон. Когато е на 7 години, решава да стане писател, но на 16 баща му го изпраща да учи медицина. Не престава да пише дори и тогава. В края на следването му се налага да постъпи в армията и да вземе участие във войната в Ангола. Там, във военната болница Антунеш проявява интерес към теми като смъртта и войната. Връща се от Африка през 1973 г., но Анголската война за независимост по-късно става тема на много от романите му.
Развежда се през 1976 г. Три години по-късно пише първия си роман „Слонска памет“ („Memória de Elefante“), в който разказва историята на своята раздяла. Романът му има успех и Антунеш решава да се пооткъсне от медицината и да се посвети на писане. Въпреки това, той продължава да практикува професията си на психиатър в амбулаторното звено на болницата Мигел Вомбарда, Лисабон.
Стилът на Антунеш е наситен, повлиян от автори като Уилям Фокнър и Луи-Фердинан Селин. На български е издаден романът му „На края на географията“ („Os Cus de Judas“, 1979).